# The Daily Courant

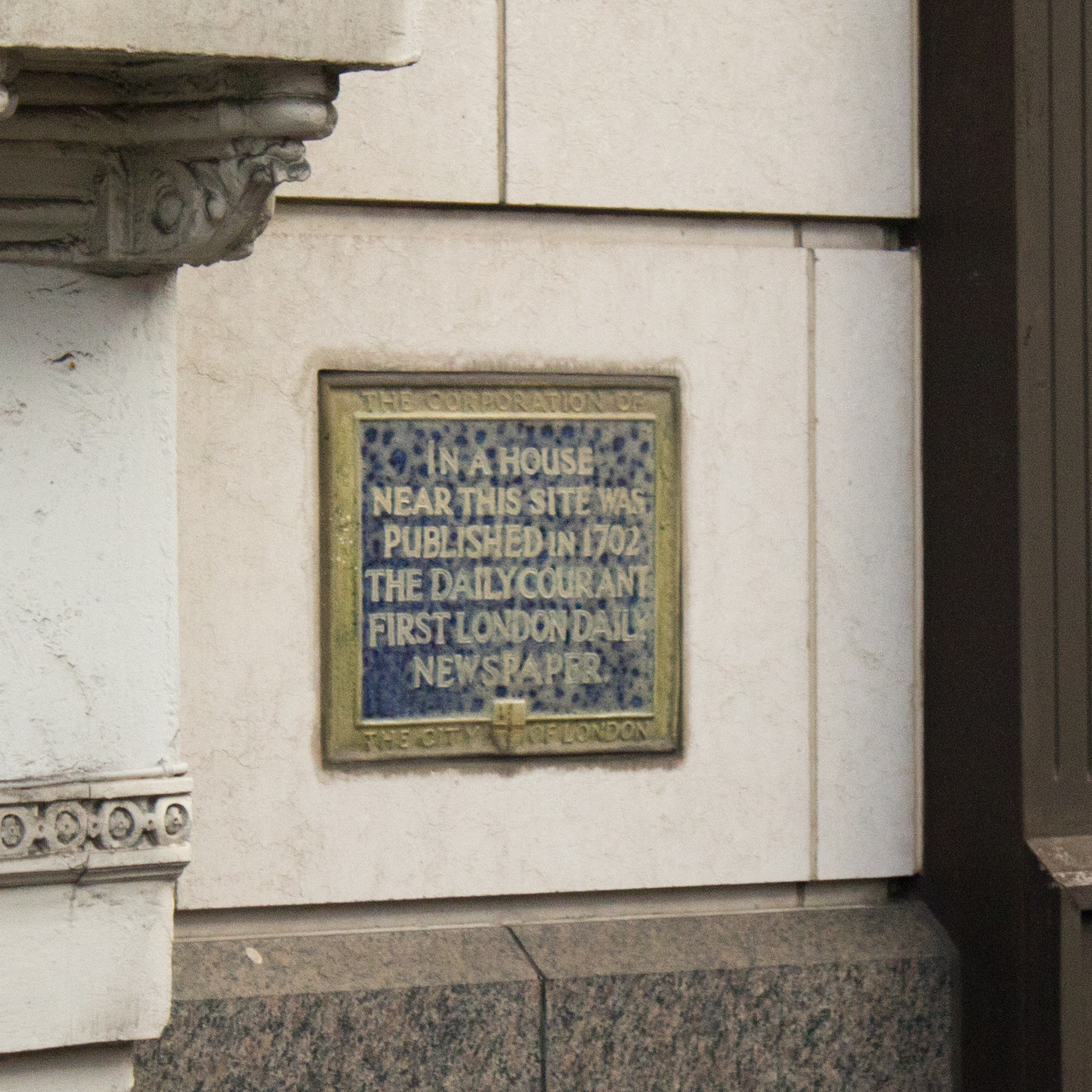
Um marcador em Londres, perto de onde o The Daily Courant foi publicado pela primeira vez.

The Daily Courant, inicialmente publicado em 11 de março de 1702, foi o primeiro jornal diário britânico. Foi produzido por Elizabeth Mallet em suas instalações ao lado da taverna King's Arms em Fleet Bridge em Londres. O jornal consistia em uma única página, com anúncios no verso. Mallet anunciou que pretendia publicar apenas notícias estrangeiras e não acrescentaria nenhum comentário próprio, supondo que seus leitores tivessem "bom senso para fazer reflexões por si mesmos".
Depois de apenas quarenta dias, Mallet vendeu o The Daily Courant para Samuel Buckley, que o mudou para instalações na área de Little Britain em Londres, no "the sign of the Dolphin". Buckley mais tarde se tornou o editor do The Spectator. O Daily Courant durou até 1735, quando foi fundido com o Daily Gazetteer.

## Ligações Externas
- Maxted, Ian (2004). «Mallet, Elizabeth (fl. 1672–1706)». Oxford Dictionary of National Biography online ed. Oxford University Press. doi:10.1093/ref:odnb/6680 (Requer Subscrição ou ser sócio da biblioteca pública do Reino Unido.)